# Denis Stracqualursi
Denis Andrés Stracqualursi (Rafaela, Provincia de Santa Fe, Argentina; 20 de octubre de 1987) es un exfutbolista argentino. Jugaba como delantero y su último equipo fue Unión de Sunchales.

## Trayectoria

### Inicios en Argentina
Hizo las inferiores de la novena a sexta categoría de Argentina en el Club Atlético Peñarol de Rafaela y pasó de la quinta a cuarta categoría en el Ben Hur de Rafaela, llegando al primer equipo de Unión de Sunchales en 2007 para disputar el Torneo Argentino A, club con el que marcó 11 tantos en 24 partidos disputados.

### Gimnasia y Esgrima La Plata
Debutó en la Primera División, el 22 de noviembre de 2008, frente a Racing, jugando para Gimnasia y Esgrima de La Plata. Convirtió su primer gol por medio de un cabezazo en dicha categoría y club el 28 de noviembre de 2008 contra Colón de Santa Fe. El 3 de febrero de 2010, Stracqualursi jugó su mejor partido con el equipo, ya que anotó dos goles para que Gimnasia le ganara a Estudiantes 3-1, poniendo fin a racha de cinco años sin victorias en el Clásico Platense.

### Tigre
En junio de 2010 pasó a Tigre, con el cual se consagró como máximo goleador del Torneo Apertura de ese año al marcar 11 tantos en 19 partidos. Stracqualursi se unió a Tigre para la temporada 2010-11, en un préstamo por un año con opción de compra. El delantero tuvo una actuación de ensueño: en el Apertura 2010, marcó 11 goles siendo así, el máximo goleador del torneo, junto con Santiago Silva de Vélez Sársfield. Además, se convirtió en el primer jugador de la historia de Tigre en ser el máximo goleador de un campeonato de primera división.
Straqualursi continuó su buena racha goleadora en el torneo Clausura con nueve goles en los primeros diez juegos (marcó en total diez goles). En la fecha 10, logró un triplete frente a Boca Juniors y en la mismísima Bombonera. El partido finalizó en un empate 3 a 3. Tras esta brillante actuación, el rafaelino recibió varias ofertas pero fue el Everton quien pudo contratar sus servicios.

### Everton
El 31 de agosto de 2011, se confirmó que había firmado Stracqualursi en un préstamo a largo temporada. Su debut fue un aspecto sustituto vs Wigan . Hizo su primera apertura en la victoria 2-1 de la Carling Cup vs West Brom . Denis no hizo su primera apertura de la liga hasta enero de 2012. Marcó su primer gol Everton en una victoria 2-1 contra el Fulham. Su mejor performance Everton fue en la victoria 2-0 sobre el Chelsea Football Club En ese partido marcó su primer gol en la Liga Premier .
En junio de 2011 pasó al Everton F. C. de la Premier League de Inglaterra. Anotó su primer gol el 27 de enero de 2012, empatando el partido que luego terminarían ganando contra Fulham por la FA Cup. Poco después por la liga anotó un destacado gol que le dio la victoria 2 a 0 frente al Chelsea.
En agosto de 2011, Stracqualursi firmó un acuerdo de préstamo durante toda la temporada con el club de la Premier League Everton y se le dio el número escuadra 11, Stracqualursi hizo su primera aparición como suplente en un partido en casa ante el Wigan. Ayudó en el tercer gol de la victoria por 3-1. Stracqualursi hizo su primera apertura completa como titular para Everton en una victoria en casa por 2-1 Copa de la Liga contra el West Brom. 
Tuvo que esperar hasta el 4 de enero de 2012, para hacer su primera apertura liga que jugó el juego completo en la derrota por 2-1 ante el Bolton Wanderers. Stracqualursi, anotó su primer gol con el Everton ante el Fulham en la victoria por 2-1 en la cuarta ronda de la FA Cup, en el siguiente juego Stacqualursi recibió una ovación de pie de la multitud Goodison Park después de su papel clave en la victoria por 1-0 sobre el líder de la liga Manchester City.
Él anotó su primer gol en la victoria 2-0 contra el Chelsea en Goodison Park el 11 de febrero. Stracqualursi continuó su buena racha a partir de su segundo gol en la FA Cup y el tercero en cinco partidos contra Blackpool en la quinta ronda. A pesar de sólo estar en el club por una temporada, Stracqualursi se convirtió en un héroe de culto entre los aficionados del Everton debido a su casta goleadora, duro trabajo y compromiso.

### San Lorenzo de Almagro
A fines de julio de 2012, se convirtió en refuerzo de San Lorenzo de Almagro para la temporada 2012-13. Su primer gol en el Ciclón lo marcó ante Colón de Santa Fe, contribuyendo en la victoria de su equipo por 2:1. Terminó el Torneo Inicial con 18 partidos y 7 goles.[cita requerida]

### Emelec
En 2013, emigró a Ecuador, y fichó por Emelec debutando el 4 de agosto de ese año, en el denominado Clásico del Astillero con doblete, que sirvió para triunfar por 2:0 y de visitante sobre Barcelona en el estadio Monumental. Anotó más goles siendo un jugador importante para los Azules por lo que logró coronarse campeón de la temporada 2013.

### Baniyas
En inicios del 2014, fichó por el club árabe Baniyas SC para disputar la Liga Árabe del Golfo.

### Lanús
En el 2015 ficha por Club Atlético Lanús, contando con pocas oportunidades en el primer equipo dirigido por Guillermo Barros Schelotto. El delantero se convirtió hoy en nuevo refuerzo de Lanús, de cara al segundo semestre del año, período en el que jugará el torneo de Primera División y la Copa Argentina, tras pasar con éxito los exámenes médicos y firmar su contrato a préstamo por un año. Stracqualursi, de 27 años, llega en condición de libre de Baniyas de Emiratos Árabes, donde convirtió 10 goles en 26 partidos.

### Regreso al Emelec
El delantero argentino retornó a Ecuador para jugar nuevamente en Emelec, fue presentado oficialmente como nuevo refuerzo azul, ya vistió la camiseta eléctrica (2013) y su último club fue Lanús, en el que actuó 10 partidos y no hizo goles. El argentino llega a Emelec por un año con opción a compra. "Vengo a un equipo que los últimos tres años fue campeón, peleó la Libertadores, peleó la Sudamericana y que perdió contra el campeón de la Sudamericana y más motivación que esa no puedo pedir, aparte del cariño de la gente la verdad que eso para un jugador es importante", expresó.

### Independiente Santa Fe
A finales de 2016 los medios informan que el jugador fue contratado por el reciente campeón colombiano, juega en 2017 la Superliga Colombia entre los campeones de los semestres del año anterior entra de suplente en el partido de ida y juega de titular el partido de vuelta, quedando campeón contra el Independiente Medellín.

### Tigre
Volvió a Tigre para la temporada 2017/18 de la Superliga Argentina donde participó en 11 encuentros pero sin marcar goles.

### Aldosivi de Mar del Plata
En el equipo marplatense jugó su primer encuentro ante Unión como suplente, luego 5 partidos como titular durante 2018, marcando un gol contra Banfield (entró a los 64´).
Actualmente se encuentra retirado.

## Características y habilidades
Su gran tamaño le permite dominar a sus oponentes podrían volar con jefes poderosos. Pero también es muy hábil con los pies, por lo que es un delantero formidable. Tenga en cuenta que Denis es un exjugador de rugby. El diario argentino El Gráfico en una nota titulada: "Stracqualursi, el nombre del gol"  le realizaron una entrevista y biografía, destacando su casta goleadora respaldada por el título de goleador obtenido el 2010 como máximo anotador del Torneo Argentino Nacional del 2010. En algún momento, Stracqualursi pensó en irse al Fútbol Club Barcelona, ya que este mismo no dejaba de insistirlo con ofertas cada vez mayores para reemplazar a Samuel Eto'o en el año 2008, pero Denis decidió ante todo volver a la quinta división de Ben Hur, el equipo donde comenzó. Una prueba satisfactoria en Ben Hur lo dejó con la chance y la confianza de mostrarse en el fútbol grande de la Argentina. Y dando pasos firmes pero continuos sigue creciendo y haciéndose fuerte. Hazañas como hacer tres goles el Camp Nou no pasó inadvertido en ninguna de las esferas que circundan al mundo del fútbol, quedar goleador del torneo argentino en el 2010, la repercusión es grande. En la casa de Messi e Iniesta, un tal Stracqualursi fue figura y goleador. No es poco.
Lo demás, el refulgir de su historia, es conocido. Con 11 impactos en 19 partidos, Stracqualursi, fue el goleador -junto a Santiago Silva- del Apertura 2010, un título honorífico que nadie había conseguido en Tigre: el nadie incluye al colosal Bernabé Ferreyra y al mítico Juan Andrés Marvezy, el máximo goleador del club. Ya era demasiado, pero un domingo de abril de 2011 se convirtió en el séptimo jugador que le hace tres goles a Boca en la Bombonera, junto a Luis Artime (Atlanta, en 1960), Dante Sanabria (Huracán, 1980), Roque Alfaro (Newell’s, 1987), Antonio Vidal González (San Martín de Tucumán, 1988), Rubén Capria (Racing, 1995) y Guillermo Barros Schelotto (Gimnasia, 1996).

### Los elogios del DT Rodolfo Arruabarrena
Rodolfo "El Vasco" Arruabarrena, elogió al goleador Stracqualursi: "Que Tigre lo pueda vender bien a Europa." "Ojalá que Tigre lo pueda vender bien a Europa en julio y con ese dinero apoyar el trabajo en las divisiones inferiores. Es un jugador muy importante y que nos da muchos resultados. Me alegra el momento que está pasando".

### Los elogios de Phil Neville
Phil Neville, admite que es agradable ver un delantero clásico, un tipo de jugador de trabajo, él dijo : "Hubiera sido fácil para el gerente para descartar Denis, pero debido a su actitud que está recibiendo su recompensa y es una gran lección para alguien por ahí. Él es un recuerdo de los buenos tiempos de un delantero centro que va sólo a comer centrales, me recuerda cuando solía ir a ver partidos en Bury. Usted habla con el jefe de eléctricos y que ha jugado hace 20 años más o menos , y él le dirá que es lo que delanteros centro solía hacer. Es como un perro come perro. Denis solo corre y corre."

### Los elogios de Landon Donovan
Landon Donovan, dice que ha quedado impresionado con la actitud del delantero en préstamo Denis Stracqualursi. Stracualursi anotó su primer gol con el Everton en la Copa FA 2-1 cuarta victoria redonda de los Blues sobre el Fulham el viernes, en apenas su tercera apertura para el club. El jugador de 24 años de edad se trasladó a Goodison Park en un acuerdo de 12 meses comprendido con el Club Argentino Tigre.
Donovan dijo a la BBC Radio Merseyside: "Es un chico muy agradable, los chicos les gusta estar cerca de él y trabaja muy duro, es un toro en la cancha."; Y, agregó: "Si haces esas cosas que la gente valorase van a tirar para tu lado y todos estamos muy contentos por él, fue un gol muy importante para nosotros y para él"... "Es más fácil para mí que los jugadores que vienen de Estados Unidos de América, puedo hablar ellos por el idioma y yo he estado aquí antes. Pero para Denis, es completamente extraño el idioma."

### Cánticos dedicados a Stracqualursi
Los fanáticos o barra brava "The Toffees" del Everton F.C. producto de la actitud apasionada y aguerrida de "Lursi" (como le decían) dentro del campo le dedicaron y escribieron cantatas o cánticos exclusivos para el jugador que se les metió en el corazón, los cuales dicen así:

«The Straq is gunna get ya!

Na na na na ay! na na na na ay!.

Ohh Stracqualursi your name is too long!

Your name is too longg! You name is too looonnggg!... Oh Stracqualursi your name is too long!.»

A chant sung by Everton fans about Denis Stracqualursi who plays for Everton.
7 de septiembre de 2011.

«Stracqualursi, straqua, straqua, Stracqualursi, straqua straqua, everybody say it Stracqualursi!

un! dos! un! dos! tres!!.

Stracqualursi, straqua, straqua, Stracqualursi, straqua straqua!

everybody say it Stracqualursi!.»

A chant sung by Everton fans about Denis Stracqualursi who plays for Everton.
4 de septiembre de 2011.

## Récords
Se consagró goleador del Torneo Apertura 2010 marcando 11 goles, convirtiéndose así en el primer goleador en solitario que tuvo el Club Atlético Tigre en su historia en Primera División. Entre sus goles se destacan los convertidos a Boca Juniors, Independiente, Racing Club, Estudiantes de La Plata y Newell's Old Boys, entre otros. También fue el goleador de la temporada 2010-2011, con 21 goles, siendo el primer jugador de Tigre en marcarle tres goles a Boca Juniors en su estadio. Desde la fundación de La Bombonera, en mayo de 1940, apenas seis jugadores le habían marcado tres goles en un mismo partido a Boca Juniors como visitante. 

### Récords personales
| Récord                                                   | Club  | País      | Año  |
| -------------------------------------------------------- | ----- | --------- | ---- |
| 3 goles marcados a Boca Juniors en La Bombonera          | Tigre | Argentina | 2010 |
| 1° goleador de Tigre en la Primera División de Argentina | Tigre | Argentina | 2010 |

## Estadísticas
Actualizado al 30 de octubre de 2022
| Unión (S) Argentina |                     |                     |     |    |    |    |    |    |     |    |
| 3.ª | 2007/08             | 24                  | 11  | -  | -  | -  | -  | 24 | 11  |    |
| 3.ª | 2021                | 9                   | 1   | -  | -  | -  | -  | 9  | 1   |    |
| 3.ª | 2022                | 0                   | 0   | -  | -  | -  | -  | 0  | 0   |    |
| Total | Total               | 33                  | 12  | -  | -  | -  | -  | 33 | 12  |    |
| Gimnasia (LP) Argentina |                     |                     |     |    |    |    |    |    |     |    |
| 1.ª | 2008/09             | 11                  | 1   | -  | -  | -  | -  | 11 | 1   |    |
| 1.ª | 2009/10             | 33                  | 5   | -  | -  | -  | -  | 33 | 5   |    |
| Total | Total               | 44                  | 6   | -  | -  | -  | -  | 44 | 6   |    |
| Tigre Argentina |                     |                     |     |    |    |    |    |    |     |    |
| 1.ª | 2010/11             | 38                  | 21  | -  | -  | -  | -  | 38 | 21  |    |
| 1.ª | 2017/18             | 19                  | 0   | 0  | 0  | -  | -  | 19 | 0   |    |
| Total | Total               | 57                  | 21  | 0  | 0  | -  | -  | 57 | 21  |    |
| Everton Inglaterra |                     |                     |     |    |    |    |    |    |     |    |
| 1.ª | 2011/12             | 21                  | 1   | 7  | 2  | -  | -  | 28 | 3   |    |
| Total | Total               | 21                  | 1   | 7  | 2  | -  | -  | 28 | 3   |    |
| San Lorenzo Argentina |                     |                     |     |    |    |    |    |    |     |    |
| 1.ª | 2012/13             | 31                  | 8   | 2  | 0  | -  | -  | 33 | 8   |    |
| Total | Total               | 31                  | 8   | 2  | 0  | -  | -  | 33 | 8   |    |
| Emelec · Ecuador |                     |                     |     |    |    |    |    |    |     |    |
| 1.ª | 2013                | 16                  | 10  | -  | -  | 3  | 0  | 19 | 10  |    |
| 1.ª | 2014                | 13                  | 5   | -  | -  | 6  | 1  | 19 | 6   |    |
| 1.ª | 2016                | 25                  | 4   | -  | -  | 9  | 4  | 34 | 8   |    |
| Total | Total               | 54                  | 19  | -  | -  | 18 | 5  | 72 | 24  |    |
| Baniyas · EAU |                     |                     |     |    |    |    |    |    |     |    |
| 1.ª | 2014/15             | 20                  | 6   | -  | -  | -  | -  | 20 | 6   |    |
| Total | Total               | 20                  | 6   | -  | -  | -  | -  | 20 | 6   |    |
| Lanús Argentina |                     |                     |     |    |    |    |    |    |     |    |
| 1.ª | 2015                | 12                  | 0   | 2  | 0  | 1  | 0  | 15 | 0   |    |
| Total | Total               | 12                  | 0   | 2  | 0  | 1  | 0  | 15 | 0   |    |
| Independiente Santa Fe · Colombia |                     |                     |     |    |    |    |    |    |     |    |
| 1.ª | 2017                | 18                  | 1   | 3  | 0  | 6  | 0  | 27 | 1   |    |
| Total | Total               | 18                  | 1   | 3  | 0  | 6  | 0  | 27 | 1   |    |
| Aldosivi Argentina |                     |                     |     |    |    |    |    |    |     |    |
| 1.ª | 2018/19             | 13                  | 2   | 2  | 0  | -  | -  | 15 | 2   |    |
| Total | Total               | 13                  | 2   | 2  | 0  | -  | -  | 15 | 2   |    |
| Atlético Rafaela Argentina | 2.ª                 | 2019/20             | 16  | 0  | -  | -  | -  | -  | 16  | 0  |
| Atlético Rafaela Argentina | Total               | Total               | 16  | 0  | -  | -  | -  | -  | 16  | 0  |
| Taranto · Italia | 4.ª                 | 2020/21             | 4   | 1  | -  | -  | -  | -  | 4   | 1  |
| Taranto · Italia | Total               | Total               | 4   | 1  | -  | -  | -  | -  | 4   | 1  |
| Fasano · Italia | 4.ª                 | 2020/21             | 9   | 0  | -  | -  | -  | -  | 9   | 0  |
| Fasano · Italia | Total               | Total               | 9   | 0  | -  | -  | -  | -  | 9   | 0  |
| Unión de Sunchales Argentina | 3.ª                 | 2021                | 9   | 1  | -  | -  | -  | -  | 9   | 1  |
| Unión de Sunchales Argentina | 3.ª                 | 2022                | 12  | 1  | -  | -  | -  | -  | 12  | 1  |
| Unión de Sunchales Argentina | Total               | Total               | 21  | 2  | -  | -  | -  | -  | 21  | 2  |
| Total en su carrera | Total en su carrera | Total en su carrera | 353 | 79 | 16 | 2  | 25 | 5  | 394 | 86 |
| (1) Las copas nacionales se refiere a Copa Argentina, Copa de la Superliga, FA Cup, Copa de la Liga de Inglaterra, Copa Presidente de Emiratos Árabes Unidos, Copa Colombia y Superliga de Colombia. (2) Las copas internacionales se refiere a Copa Libertadores y Copa Sudamericana. |                     |                     |     |    |    |    |    |    |     |    |

## Palmarés

### Campeonatos nacionales
| Título                | Club                   | País     | Año  |
| --------------------- | ---------------------- | -------- | ---- |
| Serie A               | Emelec                 | Ecuador  | 2013 |
| Superliga de Colombia | Independiente Santa Fe | Colombia | 2017 |

### Distinciones individuales
| Distinción                                        | Año    |
| ------------------------------------------------- | ------ |
| Máximo goleador de la Primera División (11 goles) | A-2010 |
| Mejor extranjero de la Serie A de Ecuador         | 2013   |

| Predecesor: Santiago Silva 2009 | Denis Stracqualursi Goleador Primera División Argentina 2010 | Sucesor: Teófilo Gutiérrez 2011 |